# Отношения между Куба и Русия

## Външнополитически отношения между Русия и Куба
Външнополитическите отношения между Куба и Русия отразяват политическите и икономически връзки и културния обмен между двете страни. Дипломатическите отношения между двете държави започват през 1943 г. Страните поддържат тясно сътрудничество е периода 1945 – 1989 г. Русия има посолство в Хавана и генерално консулство в Сантяго де Куба. Куба разполага с посолство в Москва и почетно консулство в Санкт Петербург.

## Отношенията в периода преди Революцията
Първите дипломатически отношения между Съветския съюз и Куба се развиват по време на Втората световна война. Максим Литвинов, съветски посланик в САЩ, прави първото Съветско посолство в Хавана през 1943 г. През същата година кубински дипломати посещават Москва под егидата на Фулхенсио Батиста. По време на този период СССР прави редица контакти с кубинските комунисти, които през този период са имали опора в лицето на Алианса на Батиста. Наследникът на Литвинов Андрей Громико става посланик в САЩ и Куба, въпреки факта, че той никога не посещава островната държава по време на своя мандат. След войната, правителствата на Рамон Грау и Карлос Прио искат да изолират Кубинската комунистическа партия, както и да игнорират всякакви отношения със Съветския съюз.

## Съветският съюз и Куба
След установяването на трайни дипломатически отношения със Съветския съюз след Кубинската революция от 1959 г., Куба става все по-зависима от съветските пазари и военната помощ от страна на СССР по време на Студената война. През 1972 г. Куба се присъединява към Съвета за икономическа взаимопомощ (СИВ). Съветът има за цел да създаде сътрудничество между социалистическите икономики, доминирани от силната икономика на Съветския съюз. Москва държи постоянен контакт с Хавана, споделяйки близки отношения до падането на Блока през 1991 г. След разпадането на СССР, Куба влиза в период на икономически трудности, известен като „Специален период в мирно време“.

## Постреволюционен период
Кубинската революция, чрез която Фидел Кастро идва на власт на 1 януари 1959 г., привлича вниманието на Москва. Съветските политици, обаче, пренебрегват възможността Куба да се превърне в един бъдещ съюзник в региона. Според по-късните свидетелства, останали от Никита Хрушчов нито Съветската комунистическа партия, нито КГБ са имали някаква представа кой е Фидел Кастро и каква е неговата идеология. Съветският премиер Никита Хрушчов посъветвал колегите си да се консултират с Комунистическата партия в Куба дали Кастро е представител на „висшата буржоазия“ и дали работи за Централната агенция за разузнаване (ЦРУ) на САЩ. През февруари 1960 г. Хрушчов праща своя заместник Анастас Микоян в Куба, за да открие какво се е случило около проваленото пътуване на Кастро във Вашингтон, където му е била отказана среща с президента Дуайт Д. Айзенхауер. Според докладите, руснаците първоначално се опитват да характеризират Кастро като несигурен американски агент. Микоян се връща от Куба със становището, че на новата администрация на Кастро трябва да се помогне и икономически, и политически. Въпреки това все още никъде не се споменава възможността за военна помощ. Увеличеното икономическото ембарго от страна на Вашингтон към Куба, подтиква острова да търси нови пазари, за да предотврати икономическа катастрофа. Кастро поисква помощ от руснаците и в отговор Хрушчов одобрява временното закупуване на кубинска захар в замяна на съветско гориво. Тази сделка изиграва роля в поддържането на кубинската икономика за много години напред. След провала на САЩ в Залива на прасетата през 1961 г., Фидел Кастро обявява публично, че Куба ще се превърне в социалистическа република. Хрушчов изпраща поздравленията си към Кастро за отблъскването на нашествието. Всъщност съветският лидер вярва, че американците скоро ще блокират всякакъв достъп до Куба, независимо дали по море или въздух. Така да защитават Куба става въпрос на престиж за Съветския съюз. СССР планира военна стратегия, предназначена да накара Вашингтон да разбере, че евентуално нападение срещу Куба, би имало тежки последствия.

## Карибска криза
Карибската криза започва на 14 октомври 1962 г., когато американското разузнаване изнася данни пред американския президент Джон Кенеди, разкриващи стартови площадки на съветски атомни ракети на остров Куба, и завършва тринадесет дни по-късно — на 28 октомври 1962 г., когато съветският лидер Никита Хрушчов обявява, че инсталациите ще бъдат демонтирани. Кризата се смята за момента, когато Студената война е най-близо до прерастване в ядрена война. Руснаците я наричат „Карибска криза“, американците – „Кубинска ракетна криза“, а кубинците – „Октомврийска криза“.
През 1961 г. САЩ разполагат 15 ракети „Юпитер“ със среден радиус на действие край Измир (Турция), които пряко заплашват градовете в западните части на СССР. Президентът Джон Кенеди смята, че тези ракети имат спорна стратегическа стойност. Съветският лидер Никита Хрушчов публично изразява своя гняв и приема тези ракети като лична обида. Разполагането на ракети в Куба (за първи път съветски ракети са разположени извън СССР) е пряк отговор на Хрушчов към американските ракети в Турция.
Съветските ракети в Куба имат среден радиус на действие 2000 км и са заплаха за Вашингтон и половината американски бази с атомни бомбардировачи. Времето на полета на тези ракети е около 20 минути. Освен това американските радарни системи, ориентирани към СССР, не биха могли да засекат изстрелване от Куба.
През май 1962 г. Хрушчов изработва план за разполагане на ракетите. Към края на месец юли над шейсет съветски кораба са на път за Куба, а някои вече пренасят военни товари. Джон Маккон, директор на ЦРУ, предупреждава президента Кенеди, че някои от корабите може да пренасят ракети. Въпреки това Джон и Робърт Кенеди, Дийн Ръск и Робърт Макнамара заключават, че СССР няма да опита такова нещо. Администрацията на Кенеди получава неколкократни заявления от руски дипломати, че няма ракети или планове за разполагането им и че не е в интерес на СССР да даде начало на междуконтинентален конфликт, който може да засегне американските избори през ноември.
През късния август самолет U-2 фотографира серия установки за ракети земя-въздух, но на 4 септември 1962 г. това е опровергано от президента Кенеди пред Конгреса на САЩ. През нощта на 8 септември първата пратка от ракети SS-4 е разтоварена в Хавана. Втората партида пристига на 16 септември. СССР строи девет площадки: шест за SS-4 и три за SS-5 с радиус на действие 4000 км. Планираният арсенал е 40 стартови площадки, които да увеличат капацитета на СССР за първи удар със 70%. Това веднага е забелязано от кубинците и около 1000 съобщения достигат Маями. Американското разузнаване смята съобщенията за фалшиви.
Доказателствата за разполагането на ракетни бази в Куба карат президента Кенеди да свика специална група от старши съветници на тайна среща в Белия дом. Тази група по-късно става известна като Изпълнителен комитет на съвета за национална сигурност.
Според Фидел Кастро няма нищо нелегално в ракетните инсталации – те със сигурност са заплаха за САЩ, но подобни ракети, насочени към СССР са разположени в Европа (шейсет междуконтинентални балистични ракети "Тор" в четири ешелона близо до Нотингам във Великобритания, трийсет ракети "Юпитер" в Италия и един ешелон в Турция). Има известни притеснения за съветската реакция към блокадата, която може да се превърне в ескалиращ ответен удар.
На 22 октомври Джон Кенеди прави телевизионно обръщение към американския народ и към съветското правителство. Потвърждава присъствието на ракети в Куба и обявява морска блокада като карантинна зона от 926 км около кубинския бряг. Предупреждава, че военните са подготвени за всяка възможност и обвинява СССР в лъжа и тайна подготовка на военна операция. САЩ са изненадани от голямата подкрепа на своите европейски съюзници, по-специално от подкрепата на президента на Франция — Шарл дьо Гол. Въпреки всичко английският министър-председател Харолд Макмилан, както и по-голяма част от международната общност, не разбира защо не се търси дипломатическо решение.
Хрушчов изпраща писма към Кенеди на 23 и 24 октомври относно ролята на ракетите в Куба и заявява, че намеренията на Съветския съюз са добронамерени. Въпреки това СССР предлага две различни спогодби на американското правителство. На 26 октомври СССР предлага изтегляне на ракетите в замяна на гаранция за ненападение на Куба. Втората спогодба е излъчена публично по радиото на 27 октомври и изисква премахването на ракетите в Турция в допълнение на условията от предишното споразумение. Кризата стига своя връх на 27 октомври, когато самолет U-2 (пилотиран от Рудолф Андерсън) е свален над Куба и друг полет на U-2 в Русия е почти прихванат, когато се изгубва в Сибир. По същото време съветски търговски кораби приближават карантинната зона. Президентът Джон Кенеди отговаря публично, като приема първата спогодба и изпраща Робърт Кенеди в съветското посолство да приеме тайно втората. Планирано е ракетите "Юпитер" да бъдат премахнати от Турция след шест месеца. Съветските кораби се връщат и на 28 октомври Хрушчов оповестява, че е наредил премахването на съветските ракети от Куба.

## Събирането на разузнавателна информация чрез прихващане на сигнали
През 1962 г. руснаците създават съоръжения в Лурдес, на юг от Хавана. Съоръженията в Лурдес са сред най-значителните възможности за събиране на разузнавателна информация от САЩ. Те позволяват на руснаците да следят всички американски военни и цивилни геосинхронни комуникационни сателити.

## Посещението на Фидел Кастро в Москва
След охлаждане на отношенията между двете държави през юни 1963 г. Кастро прави своето историческо посещение в Съветския съюз. Завръща се в Куба, за да копира строителните проекти, които вижда в СССР, по-конкретно сибирските водноелектрически централи. Кастро също така говори за развитието на селското стопанство и многократно подчертава необходимостта за използване на съветския опит. Кубинският лидер твърди, че по време на своето посещение съветските хора са изразили любовта и солидарността си към Куба. Докато Кастро е в Москва се договорят нови сделки за износ на захар към СССР. Въпреки съветските опити да поддържат едно успешно сътрудничество с Кастро, кубинско-съветските отношения все още са помрачени от редица трудности. Кастро увеличава контактите си с Китайската народна република. Той остава неутрален спрямо нарастващия китайско-съветски спор и обявява намерението си да остане в братски отношения с всички социалистически членки. Това повлиява и върху отношенията на Кастро с Че Гевара. През 1966 г. Гевара заминава за Боливия, за да направи злополучния опит да вдигне революция срещу правителството на страната.

## Съветското нашествие в Чехословакия
На 23 август 1968 г. Фидел Кастро прави значителен жест към Съветския съюз, като потвърждава подкрепата си към СССР два дни след съветското нашествие в Чехословакия срещу Пражката пролет. Фидел Кастро се изказва в ефира, като публично осъжда чешкия бунт. Предупреждава кубинския народ за контрареволюционерите на Чехословакия, които „се движат към капитализъм и се оставят в ръцете на империалистите“. Кубинският лидер нарича водачите на бунта „агенти на Западна Германия“. В замяна на обществената подкрепа СССР помага на кубинската икономика с допълнителни кредити и незабавно увеличаване на износа на петрол.

## Разпадане на Съветския съюз
Когато съветският лидер Михаил Горбачов посещава Куба през 1989 г., близките отношения между Москва и Хавана са напрегнати заради прилагането на икономически и политически реформи в СССР. „Свидетели сме на тъжни неща в други социалистически страни, много тъжни неща“, казва Кастро през ноември 1989 г., в препратка към реформите случващи се в комунистически съюзници – Съветския съюз, Източна Германия, Унгария и Полша. Последвалото разпадане на Съветския съюз през 1991 г. има непосредствен и опустошителен ефект върху Куба. Съветският съюз и Куба подписват протокол за търговия през 1991 г. за въвеждане на промени в търговските отношения, както и промяна на световните пазарни цени за всички търгувани стоки. Съветът за икономическа взаимопомощ (СИВ), който някога е отговарял за почти 85% от кубинската търговия, се разпада през 1991 г. Така търговията с Русия намалява с повече от 90%, а търговията със страните от Източна Европа е намалена почти напълно. В Съветския съюз се внася 80% от всичката кубинска захар и 40% от всички кубински цитрусови плодове. Вносът на петрол спада от 13 милиона тона през 1989 г. до около 3 млн. тона през 1993 г. Разпадането на Съветския съюз също така спира строителството в Хурагуа на съоръжения за ядрена мощност, които са били планирани с идея облекчаване зависимостта на Куба от вносен петрол.

## Русия и Куба днес
Куба и Русия продължават да поддържат дипломатически отношения след разпадането на Съветския съюз. След идването на власт на Владимир Путин през 2000 г. отношенията между двете страни се подобряват. През декември 2000 г. Путин посещава Куба и заедно с Фидел Кастро призовава за вдигане на ембаргото срещу острова. Русия все още е водещ кредитор на Куба и двете страни поддържат тесни икономически връзки една с друга. Куба решително подкрепя позицията на Русия във войната с Южна Осетия през 2008 г. През есента на 2008 г. Куба и Русия увеличават съвместното сътрудничество помежду си в областта на икономиката. Руският заместник министър-председател Игор Сечин посещава Куба няколко пъти през 2008 г. с цел подобряване на икономическите и политически отношения. Русия е първата страна, която предоставя помощ за Куба след трите урагана, опустошили страната през есента на 2008 г. Помощта, предоставена от Русия включва четири самолета с храна, медицински материали и консумативи за строителство.
През ноември 2008 г. руският президент Дмитрий Медведев посещава Куба, за да засили икономическите връзки и да предостави възможност на руските компании да сондират петрол в кубинските води и да осигури разрешение на руснаците да добиват никел от Куба.
Раул Кастро прави едноседмично посещение в Москва от 28 януари до 4 февруари 2009 г. Разговорите включват договорки за кредити към Куба на стойност 20 милиона щатски долара, както и 25 000 тона зърно като хуманитарна помощ.
През юли 2009 г. Русия започва проучване за добив на нефт в Мексиканския залив, след подписване на договор с Куба. По силата на това споразумение, Русия предоставя заем от 150 милиона щатски долара за закупуването на строителна и селскостопанска техника.